# Bolla
Bolla är ett släkte av fjärilar. Bolla ingår i familjen tjockhuvuden.

## Dottertaxa tillBolla, i alfabetisk ordning[1]
- Bolla ancholis
- Bolla antha
- Bolla aplica
- Bolla atahuallpai
- Bolla banosa
- Bolla boliviensis
- Bolla brennus
- Bolla browni
- Bolla catharina
- Bolla chilpancingo
- Bolla clytius
- Bolla cupreiceps
- Bolla cybele
- Bolla cyclops
- Bolla cylindus
- Bolla eusebius
- Bolla evippe
- Bolla giselus
- Bolla guerra
- Bolla hazelae
- Bolla holaphegges
- Bolla imbras
- Bolla litus
- Bolla lorea
- Bolla madrea
- Bolla mancoi
- Bolla morona
- Bolla naranjapata
- Bolla nigerrima
- Bolla nubecula
- Bolla oiclus
- Bolla oriza
- Bolla orsines
- Bolla phylo
- Bolla pullata
- Bolla saletas
- Bolla salva
- Bolla smodora
- Bolla sodalis
- Bolla sonda
- Bolla subapicatus
- Bolla subgisela
- Bolla tetra
- Bolla tornea
- Bolla vexta
- Bolla ziza
- Bolla zora
- Bolla zorilla